# 吉田清治 (実業家)
吉田 清治（よしだ せいじ、1932年8月20日 - 2006年1月27日）は、元日本相撲連盟会長・九州電力副社長。大分県湯布院町（現由布市）出身。

## 人物
1956年、九州大学経済学部を卒業。卒業後、九州電力に入社。資材部長、常務を経て1993年に副社長に就任。1997年から2002年まで顧問を務めた。2000年から2002年まで九州大学経済学部同窓会会長。ほかに、九州・山口経済連合会副会長、九州・山口経済連合会専務理事、九州国立博物館設置促進財団募金活動推進本部長、西日本新聞モニター会議委員、福岡経済同友会幹事などの要職を歴任した。特に九州国立博物館の建設に当たっては、募金活動推進本部長として奔走し、41億円の募金を集めた。1997年、藍綬褒章を受章。
2002年に橋本龍太郎元首相の秘書を含む100人以上への資金供与や福岡市公共工事を巡る贈賄を行った福岡市の河本建設元社長（贈賄や法人税法違反の罪などで有罪）の手帳に、九州電力在職中の吉田に計1500万円を渡したとする記載があり、吉田が福岡地検に受領を認めていたことが報道され、「騒がせた道義的責任を取る」との理由で、一切の公職を辞した。その後、脊椎の病気で倒れ、長期入院を余儀なくされた。2005年、開館前の九州国立博物館を車椅子で見学。
2006年1月27日、肺炎のため福岡市中央区の病院で死去。73歳没。アマチュア相撲に造詣が深いことでも知られ、日本相撲連盟会長などを務め、アマチュア相撲の発展に力を尽くした。